# Christian Rudolph (Pokerspieler)
Christian „Chris“ Rudolph (* 1988) ist ein professioneller deutscher Pokerspieler. Er gewann 2020 ein Bracelet bei der World Series of Poker Online und 2021 das Main Event der World Poker Tour.

## Pokerkarriere
Rudolph stammt aus Berlin. Er spielt auf der Onlinepoker-Plattform PokerStars unter dem Nickname WATnlos. Dort erspielte er sich bei Turnieren bereits mehrfach sechs- bis siebenstellige Preisgeldsummen.
Seine erste Geldplatzierung bei einem Live-Turnier erzielte Rudolph Mitte Januar 2012 beim PokerStars Caribbean Adventure (PCA) auf den Bahamas. Im Juni 2013 war er erstmals bei der World Series of Poker (WSOP) im Rio All-Suite Hotel and Casino am Las Vegas Strip erfolgreich und kam bei insgesamt fünf Turnieren der Variante No Limit Hold’em in die Geldränge. Mitte Juli 2013 belegte er bei der Mega Stack Series im Caesars Palace am Las Vegas Strip den mit mehr als 120.000 US-Dollar dotierten vierten Platz. Bei der WSOP 2017 erreichte der Berliner seinen ersten WSOP-Finaltisch und belegte bei einem Event den sechsten Platz, der mit knapp 80.000 Dollar bezahlt wurde. Knapp zwei Wochen später wurde er bei einem weiteren WSOP-Turnier Fünfter und erhielt knapp 100.000 US-Dollar. Im Januar 2018 saß Rudolph am Finaltisch des PCA-Main-Events und belegte den mit rund 230.000 US-Dollar dotierten sechsten Rang. Ende Juni 2018 wurde er bei einem Turnier der DeepStack Championship Poker Series im Venetian Resort Hotel am Las Vegas Strip Fünfter und sicherte sich mehr als 160.000 US-Dollar. Bei der World Series of Poker Europe im King’s Resort in Rozvadov belegte der Deutsche Ende Oktober 2018 den zweiten Platz beim High-Roller-Event, was ihm rund 525.000 Euro einbrachte. Im Mai 2019 gewann er ein Event der Spring Championship of Online Poker auf PokerStars mit einer Siegprämie von knapp 150.000 US-Dollar. Bei der Poker-Europameisterschaft in Velden am Wörther See setzte er sich Ende Juli 2019 in No Limit Hold’em durch und sicherte sich neben dem Titel als Europameister eine Siegprämie von 144.000 Euro. Im Januar 2020 erreichte Rudolph beim Main Event der partypoker Millions UK in Nottingham den Finaltisch und wurde Zweiter, wofür er sein bisher höchstes Live-Preisgeld von 620.000 US-Dollar erhielt. Im August 2020 gewann er die Poker Players Championship der aufgrund der COVID-19-Pandemie auf GGPoker ausgespielten World Series of Poker Online. Dafür setzte er sich gegen 406 andere Spieler durch und sicherte sich rund 1,8 Millionen US-Dollar sowie ein Bracelet. Auf der Online-Plattform partypoker entschied der Berliner Anfang Juni 2021 das Main Event der World Poker Tour für sich und erhielt den Hauptpreis von knapp 500.000 US-Dollar.
Insgesamt hat sich Rudolph mit Poker bei Live-Turnieren mindestens knapp 2,5 Millionen US-Dollar erspielt.